# اسلیپ نامبر
اسلیپ نامبر (انگلیسی: Sleep Number) شرکت لوازم خانگی آمریکایی است، که در سال ۱۹۸۷ تأسیس شد.